# Campeonato Jordano de Futebol
O Campeonato Jordano de Futebol (em árabe: دوري المناصير الأردني للمحترفين‎) , é a principal competição de futebol da Jordânia, que representa a primeira divisão do futebol do país. O campeonato é composto por doze equipes que competem no sistema de liga, com jogos de ida e volta. Hoje é conhecida como o AL-Manaseer Jordanian Pro League, após a FA assinar um acordo de patrocínio com as empresas do grupo Ziyad AL-Manaseer.